# كيرمن أوريبي
كيرمن أوريبي (بالإنجليزية: Kirmen Uribe)‏ في أونداروا - 1970) كاتب، وشاعر، وكاتب مقالات من إسبانيا.

## الجوائز
- 111 akademia award  [لغات أخرى]‏
- الجائزة الوطنية للرواية.[4]

- Kritika Saria euskarazko narratibari  [لغات أخرى]‏